# 谷中 (三郷市)
谷中（やなか）は、埼玉県三郷市の町名。丁目の設定のない単独町名である。郵便番号は341-0032。

## 地理
埼玉県の東部地域で、三郷市中部の沖積平野に位置する。三郷市の新拠点の一つとして、つくばエクスプレスタウン三郷中央地区として都市再生機構(UR)によって整備されている。三郷中央駅前にはエムズタウン三郷中央やマンション、におどり公園があり、周辺は開発中である。地域内には首都圏新都市鉄道つくばエクスプレス三郷中央駅、三郷中央駅前交番、三郷郵便局、エムズタウン三郷中央があったが、現在は中央などの新しい地名になっている。地域の東端を大場川が流れる。東は市助、西は中央、南は新和、北は幸房と接している。三郷郵便局の南に小さな飛地がある。

## 歴史
かつては江戸期より存在した下総国葛飾郡二郷半領に属する谷中村であった。延宝年間に幸房村より分村して成立したと云う。慶長年間に小金城の高城下野守の家臣であった石井政同が当村を開発し世襲名主となったと云う。この人物は草庵寺の創建者でもあった。

### 沿革
- はじめは幕府領。以降変遷なし[4]。なお、検地は1673年（寛文13年）および1695年（元禄8年）に実施。
- 幕末の時点では葛飾郡に属し、明治初年の『旧高旧領取調帳』の記載によると、代官佐々井半十郎支配所が管轄する幕府領であった[5]
- 1868年（慶応4年）6月19日 - 幕府領が武蔵知県事・山田政則（忍藩士）の管轄となる。
- 1869年（明治2年）1月13日 - 武蔵知県事・河瀬秀治の管轄区域に小菅県を設置、小菅県の管轄となる[6]。県庁は葛飾郡小菅村に置かれる。
- 1871年（明治4年）11月13日 - 第1次府県統合により埼玉県の管轄となる。
- 1879年（明治12年）3月17日 - 郡区町村編制法により成立した北葛飾郡に属す。郡役所は杉戸宿に設置。
- 1889年（明治22年）4月1日 - 町村制施行に伴ない、谷中村が北葛飾郡笹塚村、後谷村、丹後村、小谷堀村、前間村、駒形村、南蓮沼村、岩野木村、幸房村、茂田井村、大広戸村、仁蔵村、半田村、田中新田と合併し、早稲田村が成立、谷中村は早稲田村の大字谷中となる。
- 1956年（昭和31年）9月30日 - 早稲田村が彦成村、東和村と合併し、三郷村が成立。三郷村の大字となる。
- 1964年（昭和39年）10月1日 - 三郷村が町制施行し、三郷町の大字となる。
- 1972年（昭和47年）5月3日 - 三郷町が市制施行し、三郷市の大字[4]となる。
- 時期不明（昭和後期頃） - 大字谷中が地番変更、大字が取れ、町名としての谷中となる。
- 1987年（昭和62年）3月30日 - 三郷郵便局が三郷市谷口より谷中14番地9の場所に移転する。
- 2005年（平成17年）8月24日 - 地内に首都圏新都市鉄道つくばエクスプレスが建設され、三郷中央駅が谷中字三尺上365番地に開業する。
- 2015年（平成27年）1月31日 - 大字谷中の大半（概ね地区の中央・西部）が中央一丁目・三丁目・五丁目の各一部になる[7]。これにより三郷中央駅や三郷郵便局や草庵寺などが谷中から外れる。また、三郷郵便局の南に飛地ができる。

## 世帯数と人口
2017年（平成29年）10月1日現在の世帯数と人口は以下の通りである。
| 町丁 | 世帯数  | 人口  |
| ---- | ------- | ----- |
| 谷中 | 390世帯 | 921人 |

## 小・中学校の学区
市立小・中学校に通う場合、学区（校区）は以下の通りとなる。
| 地域 | 小学校             | 中学校           |
| ---- | ------------------ | ---------------- |
| 北部 | 三郷市立幸房小学校 | 三郷市立北中学校 |
| 南部 | 三郷市立新和小学校 | 三郷市立栄中学校 |

## 交通
- 首都圏新都市鉄道つくばエクスプレスが地域の北部でかすめるが駅は無い。最寄り駅は同線三郷中央駅である。

### 道路
- 埼玉県道21号三郷松伏線

## 施設
- 谷中稲荷神社 - 村社
- 谷中集会所
- わせだっこ中央保育園